# Philoria kundagungan
Espèce
Synonymes
- Kyarranus kundagungan Ingram & Corben, 1975

Statut de conservation UICN

 EN B1ab(iii) : En danger
Philoria kundagungan est une espèce d'amphibiens de la famille des Limnodynastidae.

## Répartition
Cette espèce est endémique de l'Est de l'Australie. Elle se rencontre dans le sud-est du Queensland et dans le nord-est de la Nouvelle-Galles du Sud,.

## Publication originale
- Ingram & Corben, 1975 : A new species of Kyarranus (Anura: Leptodactylidae) from Queensland, Australia. Memoirs of the Queensland Museum, vol. 17, p. 335-339.